# فرنان کونز
فرنان کونز (فرانسوی: Fernand Cornez‎; ۱۹ نوامبر ۱۹۰۷ – ۷ دسامبر ۱۹۹۷) دوچرخه‌سوار اهل فرانسه بود.